# Palacio de los Porfirogenetas
El Palacio de los Porfirogénetas o de Constantino Porfirogéneta (turco: Tekfur Sarayı, que significa «Palacio del Soberano») fue un palacio imperial bizantino del siglo XIII y del que en la actualidad sólo se conservan las ruinas, localizadas en la parte noroccidental de la antigua ciudad de Constantinopla (actual Estambul, Turquía). Es un anexo del complejo palacial de Blanquerna y el mejor palacio bizantino conservado de los tres que actualmente se conservan en la ciudad: el palacio de Bucoleón y el Gran palacio de Constantinopla, de donde se sacaron grandes mosaicos conservados en el Museo de los Mosaicos del Gran palacio; y uno de los ejemplos intactos de arquitectura tardía bizantina secular del mundo.
En 2021 se abrió al público como museo tras su restauración y cubrimiento completo. Exhibe ejemplos de cerámica y azulejos realizados en el palacio abandonado en el siglo XVIII.

## Historia

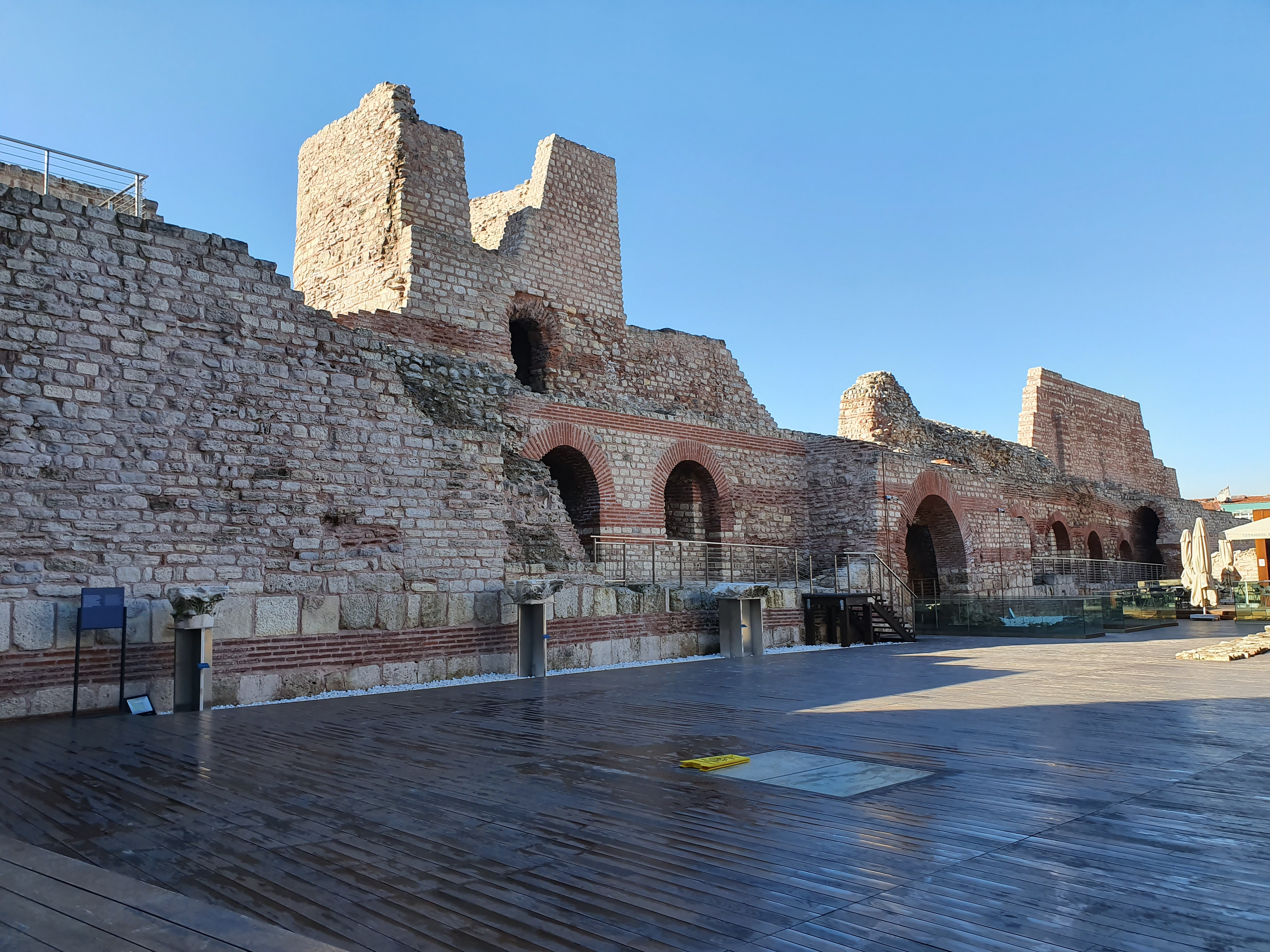
Murallas vista desde el interior del patio.

El palacio fue construido a finales del siglo XIII o comienzos del XIV como parte del complejo palacial de Blanquerna, donde las murallas de Teodosio se unían a las murallas del barrio de Blaquerna. El nombre de palacio se conoce gracias a los escritos del historiador bizantino Miguel Critóbulo, quien menciona y describe el palacio durante el asedio otomano a Constantinopla en 1453. Aunque el palacio parece ser descrito por primera vez por el emperador Constantino VII Porfirogéneta en el siglo X, fue construido mucho más tarde, de hecho, su nombre deriva de Constantino Paleólogo, hijo del emperador Miguel VIII Paleólogo. Porfirogéneta (que quiere decir «nacido en la púrpura») era un título honorífico dado al hijo o hija del emperador reinante del Imperio bizantino y hace referencia a la sala del palacio en que ocurrían los partos, recubierta de pórfido púrpura. La distinción deriva del concepto imperial romano/bizantino de Porphyrogennetos, según el cual los niños nacidos de los emperadores reinantes tenían derechos superiores al trono sobre los hermanos nacidos antes de que su padre ascendiera al trono imperial. El palacio también sirvió inintencionadamente como residencia de usurpadores y futuros emperadores. Andrónico II habitó en el mismo hasta que su abuelo abdicó del trono. Al finalizar la Guerra civil bizantina de 1341-1347, Juan VI Cantacuceno vivió en el palacio mientras negociaba su regencia de Juan V Paleólogo con la emperatriz Ana de Saboya. La regencia llevó a una nueva guerra civil y Juan V Paleólogo residió aquí hasta que se le arrebató el poder a Juan VI Cantacuceno. Además, sirvió como residencia imperial durante los últimos años del Imperio bizantino.
El palacio sufrió grandes daños debido a su proximidad a las murallas durante la conquista otomana de Constantinopla en 1453. Tras la invasión, se utilizó para diversos usos: en los siglos XVI y XVII, albergó la ménagerie. Los animales se retiraron a finales del siglo XVII y comenzó a usarse como prostíbulo. En 1719 se estableció la cerámica Tekfur Sarayi y comenzó a producir azulejos similares a los de Iznik, aunque con influencias europeas. La fábrica tenía cinco hornos y también producía vajillas y vasijas. Esta producción duró un siglo, y a comienzos del siglo XIX, se convirtió en un hospicio para los judíos de Estambul. A comienzos del siglo XX se convirtió en fábrica de botellas antes de ser abandonado. Como consecuencia, solo se han conservado su fachada de piedra y ladrillo como uno de los pocos ejemplos de arquitectura secular bizantina.
En julio de 2010, el palacio comenzó a restaurarse. En marzo de 2015 se le añadió un nuevo tejado y nuevas ventanas. Finalmente, en 2021 se convirtió en un museo con pavimentos de madera y una nueva escalera.

## Galería de imágenes

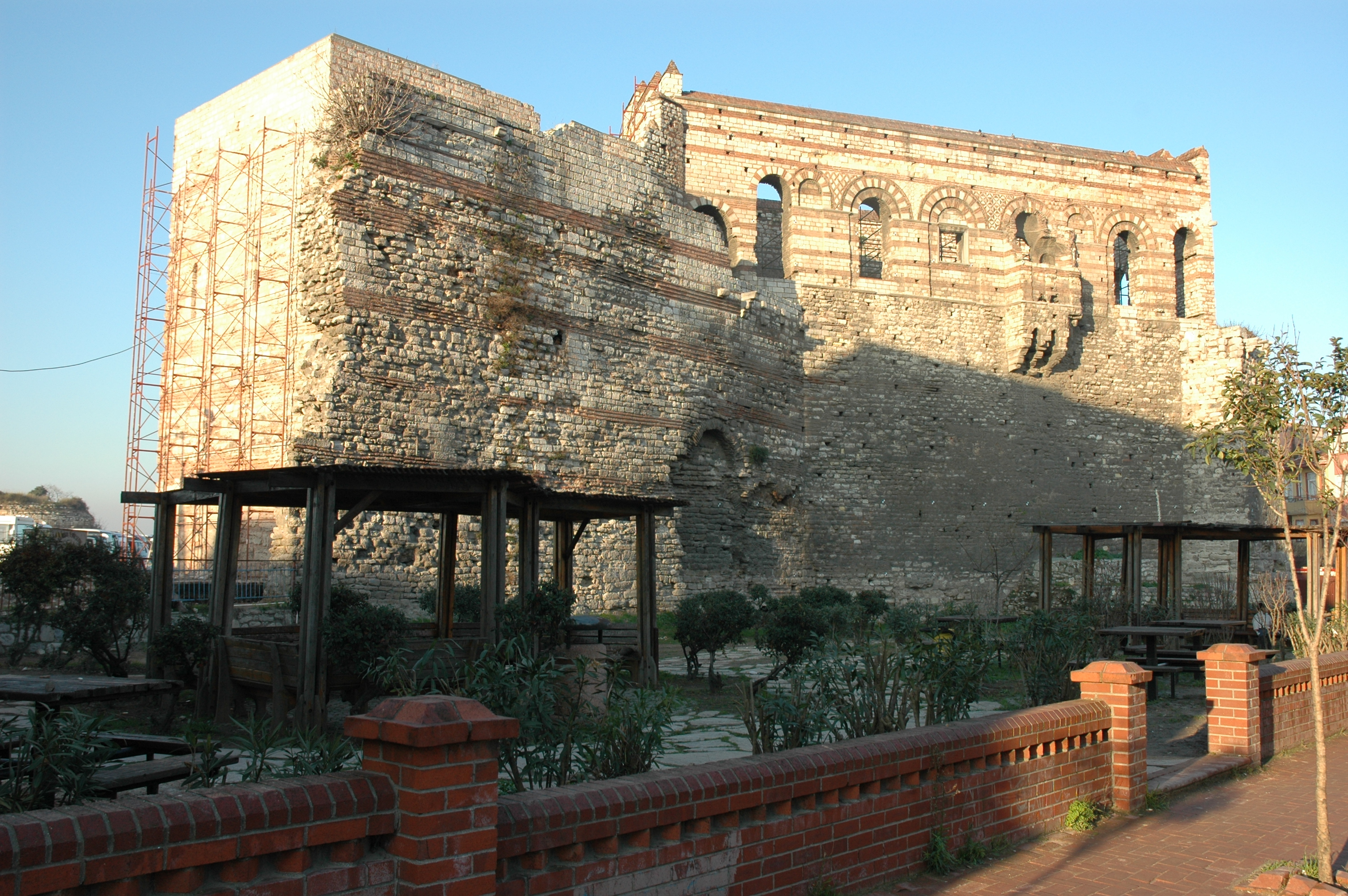
Restos de la capilla (pared sur)
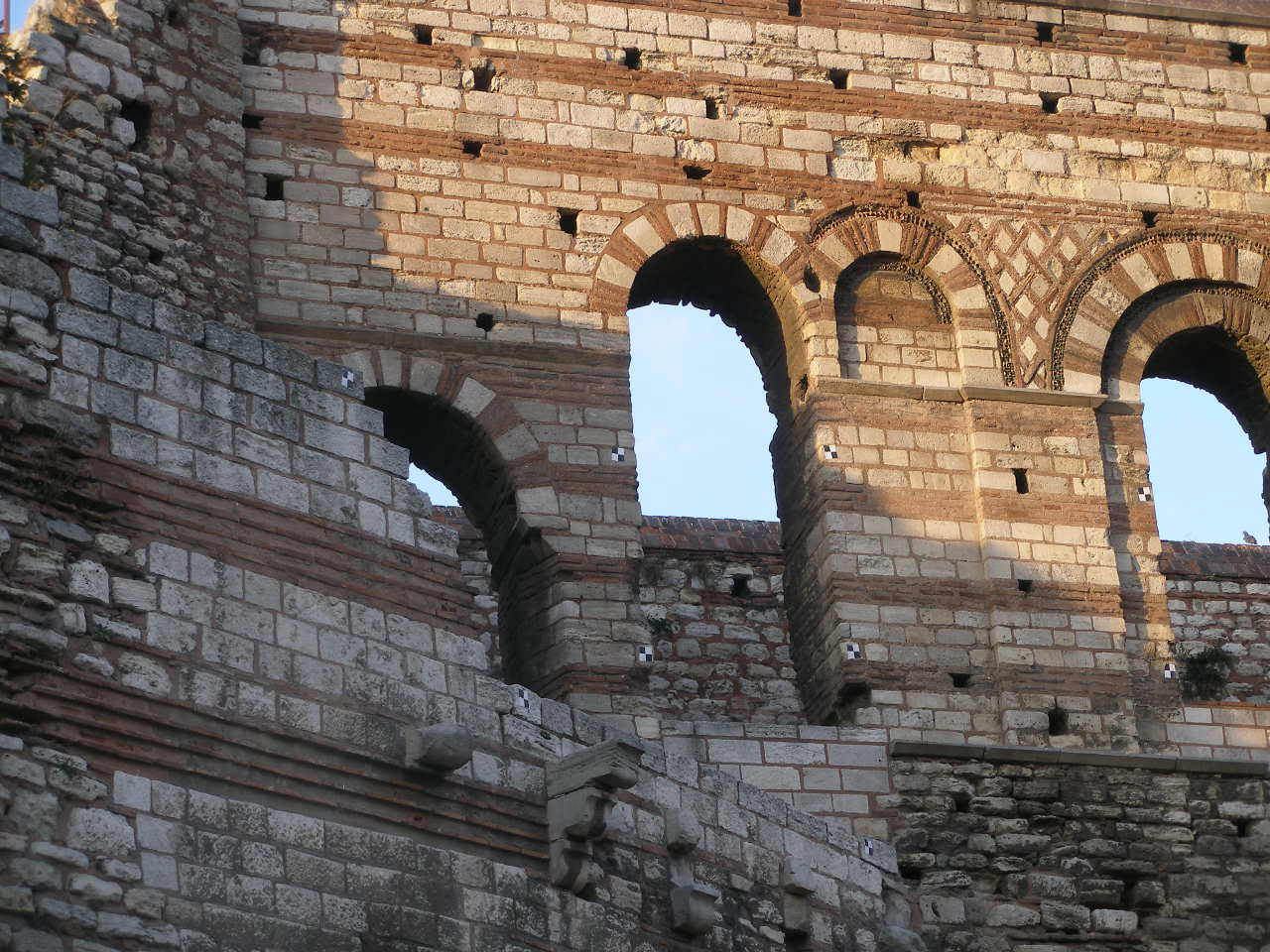
Detalle de la decoración de marfil de las paredes (pared sur)
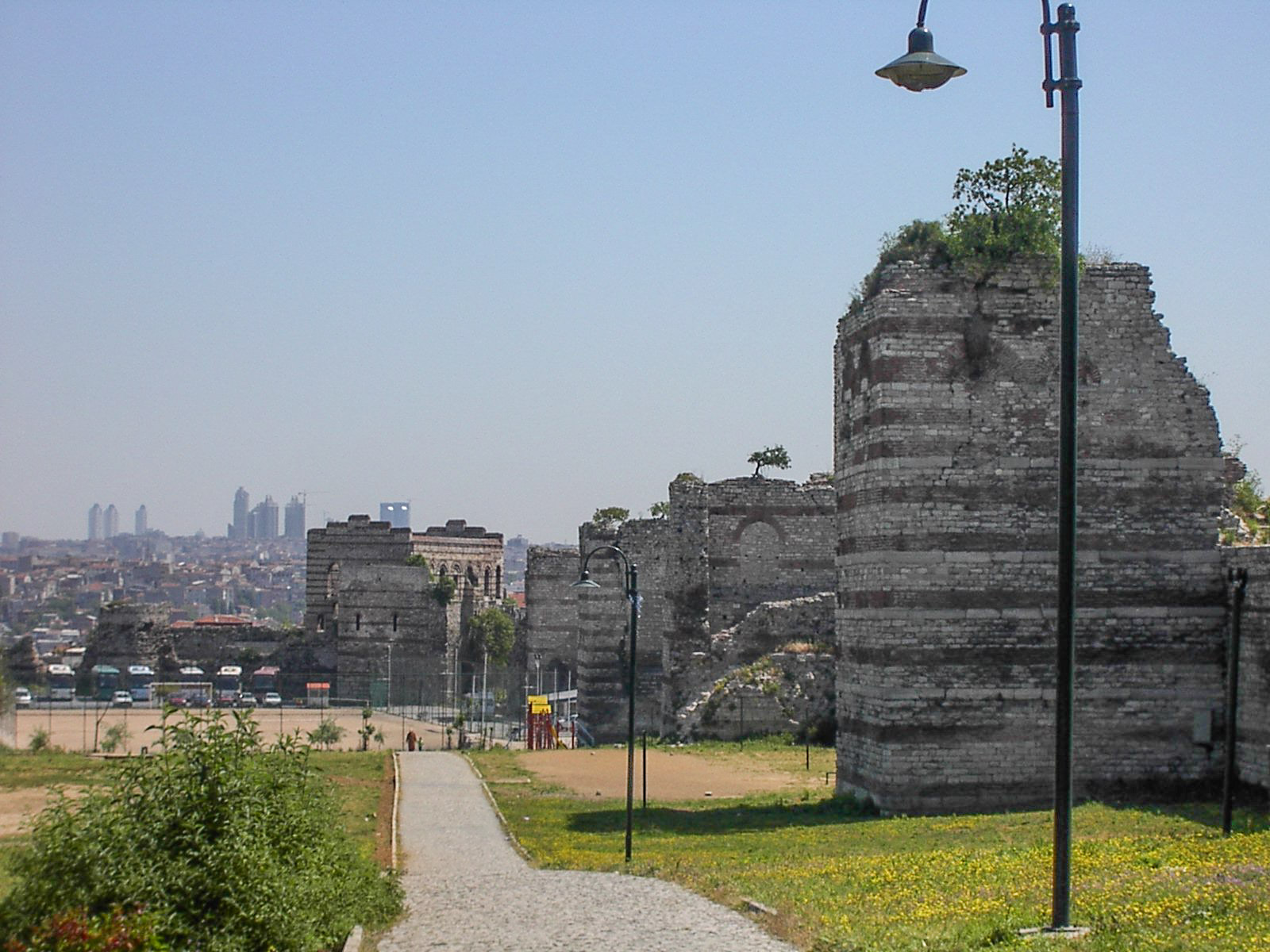
El Palacio de los Porfirogénetas, visto al fondo, con las paredes teodosianas al frente.